# Yébleron
Yébleron ist eine französische Gemeinde mit 1.283 Einwohnern (Stand: 1. Januar 2022) im Département Seine-Maritime in der Region Normandie. Sie Teil des Kantons Saint-Valery-en-Caux (bis 2015: Kanton Fauville-en-Caux).

## Geographie
Yébleron liegt etwa 35 Kilometer nordöstlich von Le Havre im Pays de Caux. Umgeben wird Yébleron von den Nachbargemeinden Hattenville im Norden, Terres-de-Caux im Osten, Bolleville im Südosten, Raffetot im Süden sowie Rouville im Westen.

## Bevölkerung
| Bevölkerungsentwicklung   | Bevölkerungsentwicklung | Bevölkerungsentwicklung | Bevölkerungsentwicklung | Bevölkerungsentwicklung | Bevölkerungsentwicklung | Bevölkerungsentwicklung | Bevölkerungsentwicklung | Bevölkerungsentwicklung |
| ------------------------- | ----------------------- | ----------------------- | ----------------------- | ----------------------- | ----------------------- | ----------------------- | ----------------------- | ----------------------- |
| Jahr                      | 1962                    | 1968                    | 1975                    | 1982                    | 1990                    | 1999                    | 2006                    | 2013                    |
| Einwohner                 | 1047                    | 1002                    | 980                     | 1148                    | 1268                    | 1343                    | 1364                    | 1387                    |
| Quelle: Cassini und INSEE |                         |                         |                         |                         |                         |                         |                         |                         |

## Sehenswürdigkeiten
- Kirche Saint-Léger, ursprünglich aus dem 12. Jahrhundert, weitgehend umgebaut Ende des 19. Jahrhunderts

## Gemeindepartnerschaft
Mit der französischen Gemeinde Bellefontaine im Département Vosges besteht eine Partnerschaft.